# ナン様とレン
『ナン様とレン』（なんさまとれん）は、なるあすく（NAL=ASK）による日本のマンガ作品。「マンガ★ゲット」主催の「マンガ・オブ・ザ・イヤー」2011年度の最優秀賞受賞。2012年8月にアスキー・メディアワークス社より書籍化された。

## 主な登場人物
- 南条 南（通称：ナン様）
- 大林 蓮（通称：レン）
- ロボ川 マグネ
- 成金田 円
- 乙女月 百合

## 書籍情報
1. ISBN 978-4048866958 2012年8月27日発売

## 関連記事
- Webで人気のちょい百合学園コメディ「ナン様とレン」が書籍化（ITmedia eBook User 2012/7/30）